# 焦仁和
焦仁和（1948年11月11日—），中華民國政治人物，中國國民黨籍，曾任中國文化大學董事會董事。1993年至1998年曾任海基会副董事长兼秘书长、後擔任行政院侨务委员会委员长。於海基會任職期間，多次至中國大陆與海协会副会长唐树备进行會談，又稱作「焦唐會談」。現為職業律師。

## 生平
焦仁和出生於浙江省杭州市仁和路上的仁和醫院，「仁和」為杭州古稱，因以為名。其父焦沛樹，籍貫河北清河，曾在石家莊法院當院長，後任職于浙江海寧、杭州等地，母親是北京人，外祖母是旗人。
1949年1月，其父被改調派往台灣高雄市任法院院長，焦仁和一家隨國民政府遷台，自小在台灣長大。
1970年自私立中國文化學院法律系畢業，以「華岡獎學金」赴美留學，取得美國南美以美大學比較法學碩士、北俄亥俄大學法學博士。1974年回到台灣以26歲的年紀擔任中國文化學院研究生部副主任，獲創辦人張其昀賞識，翌年即獲升任訓導長，不久又赴英國倫敦大學政治經濟學院進行研究工作一年，再度回台接任文化學院（後改制為文化大學）教務長，1980年離任。
1980年離開文化大學後，被蔣經國延攬到革命實踐研究院擔任秘書室主任，開始步入政壇，1982年轉任革實院訓導處處長。翌年獲中華民國總統府秘書長馬紀壯邀請，到馬的辦公室擔任參事，後調任第一局，與馬英九並列副局長。1988年蔣經國去世後，李登輝繼任，焦仁和與馬英九一同獲調升為總統府秘書，半年後再升為機要室主任，負責為李登輝撰寫各類致詞文稿，被外間稱為李登輝的「首席文膽」，前後在總統府內工作了九年多。
因在機要室工作期間參與兩岸關係的工作，於1993年被安排轉任行政院大陸委員會副主任委員，同年12月出任海基會副董事長兼秘書長，處理兩岸關係的會談工作，並於1994與海協會副會長兼秘書長唐樹備進行了「焦唐會談」，討論落實第一次辜汪會談簽署之協議，及為其後第二次辜汪會談做準備。
其後兩岸關係轉趨緊張，會談一度中斷，及至1998年會談重開，焦仁和被調離兩岸談判的第一線海基會，任僑務委員會委員長；由於焦仁和與當時海基會董事長辜振甫一直合作良好，故外間普遍認為焦的被調離任是出於總統府的意思。。

## 對兩岸和平的歷史貢獻
焦唐會談 : 1994年1月31日到2月5日、1994年8月4日至8月7日，海基會副董事長兼秘書長焦仁和與海協常務副會長唐樹備先後在北京、臺北對等進行二度焦唐會談，就如何落實《辜汪會談共同協議》及後續事務性協商問題進行會談，兩度焦唐會談後，1994年8月24日，依《兩會聯繫與會談制度協議》第五條通過訂定《兩會商定會務人員入出境往來便利辦法》。

## 爭議

### 遭控詐欺牟私利與偽造文書
焦仁和憑藉其兩岸人脈關係，於2006年起出任華達海運公司董事長，經營兩岸客貨運航線，但後來遭華達海運大股東億富地投資公司指控詐騙，於2010年股東會議被撤銷董事長職務。華達國際海運公司總裁秦傑指控立法委員洪秀柱收受該公司三十萬股的不法利益，向政府施壓，協助前董事長焦仁和維持華達的資本與營運假象，以誘騙、坑殺無辜的投資人才入股；經濟部部長施顏祥也因受到洪的壓力縱容下屬違法濫權，才不敢依法撤銷華達違法核准的增資登記，「因為一旦撤銷登記，不但證實經濟部自己當年的核准有問題，也戮破了焦、洪兩人聯手的騙局。」秦杰說，行政院認定經濟部應主動撤銷違法的增資登記，施顏祥卻視行政院訴願決定於無物，有瀆職、官商勾結之嫌，監院應調查相關責任。秦杰出示有洪秀柱蓋章的股東證明資料並指焦仁和親口告訴他，「為什麼要給洪乾股，因為洪秀柱幫了很多的忙，才讓華達有偽造的財務認證，以及經濟部商業司的增資註冊。」他表示焦仁和在各種場合說，洪秀柱入股後很多事情就比較順利，政府也不會再刁難華達，包括經濟部在有關人員的授意下，不到兩小時就批准華達的增資註冊，效率之高，「一般企業到經濟部做增資登記，能在兩小時內就審閱完畢，甚至登記成功嗎？」秦杰強調，此案是台灣有史以來最大的跨國詐欺案，涉及台灣高層官員，他很遺憾行政部門對此案拖拖拉拉，官員甚至口出不遜、囂張至極，原來是有洪秀柱這個後台。自稱沒有交個人印章給焦仁和的洪秀柱因被焦仁和拿來當人頭而控告他偽造文書。2011年6月，士林地檢署對此案偵結，對焦仁和的詐欺等罪不起訴。

### 黨職併公職年資溢領退休金
2000年3月18日，民主進步黨籍候選人陳水扁當選總統，開啟臺灣中央政府首次政黨輪替，焦仁和等中國國民黨高官被指為「連夜趕工提出退休申請」，以「1980至1984年充任該黨黨工3年3個月時間併計公職年資」，向由全臺灣人民負擔的國庫領取應由中國國民黨自行支付的退休金（2005年時所領月退8.9萬元之15.5%屬溢領），又再享受十八％優惠利率，既違法又違憲，因而被指為吃相難看、佔盡國家便宜，並遭提告「詐領公款」。

## 家族
焦仁和父祖兩輩皆為知名法律界人士，祖父焦殿魁是畢業於天津法政學堂的中國第一代律師，父為焦沛樹是台灣前高等法院院長及前最高法院檢察署首席檢察官。
太太談海珠是前台灣國立台北教育大學（前身為台灣國立台北師範學院）語文教育學系系主任，因與辜嚴倬雲有交情而任中華民國婦女聯合會委員及華興育幼院、華興中小學董事。談海珠在中國國民黨附隨組織婦聯會不當資產歸公案中被同為外省人第二代的雷倩指為赤裸裸奪權的鷹派，並因不實指控被雷倩提告誹謗。
焦仁和有一子焦元溥，大學主修政治及取得法律外交碩士，卻投身音樂相關工作，並到歐洲學習音樂學。長女焦安溥以藝名張懸，成為知名創作歌手。幼女焦慈溥從事法律。

## 軼事
海基會裡有個笑話，當時的副秘書長石齊平，因為酒量大，諧音綽號「十七瓶」，而焦仁和，則綽號「叫人喝」。
離任海基會後，焦仁和私下與辜振甫仍關係友好，且保持密切聯繫，又因兩人都喜愛京戲，不時相約一同聽戲，辜振甫過世的前一天，焦仁和還到病榻前探望過他。

## 外部連結
- 名人對談 / 焦仁和.焦元溥 （页面存档备份，存于）（聯合報 2005-07-05 黃雅詩、羅嘉薇、何振忠／採訪）

| 中華民國政府職務 | 中華民國政府職務                                      | 中華民國政府職務 |
| ---------------- | ----------------------------------------------------- | ---------------- |
| 行政院           |                                                       |                  |
| 前任： 祝基瀅    | 僑務委員會委員長 第十三任 1998年2月5日－2000年5月20日 | 繼任： 張富美    |